# Zimolez Henryův

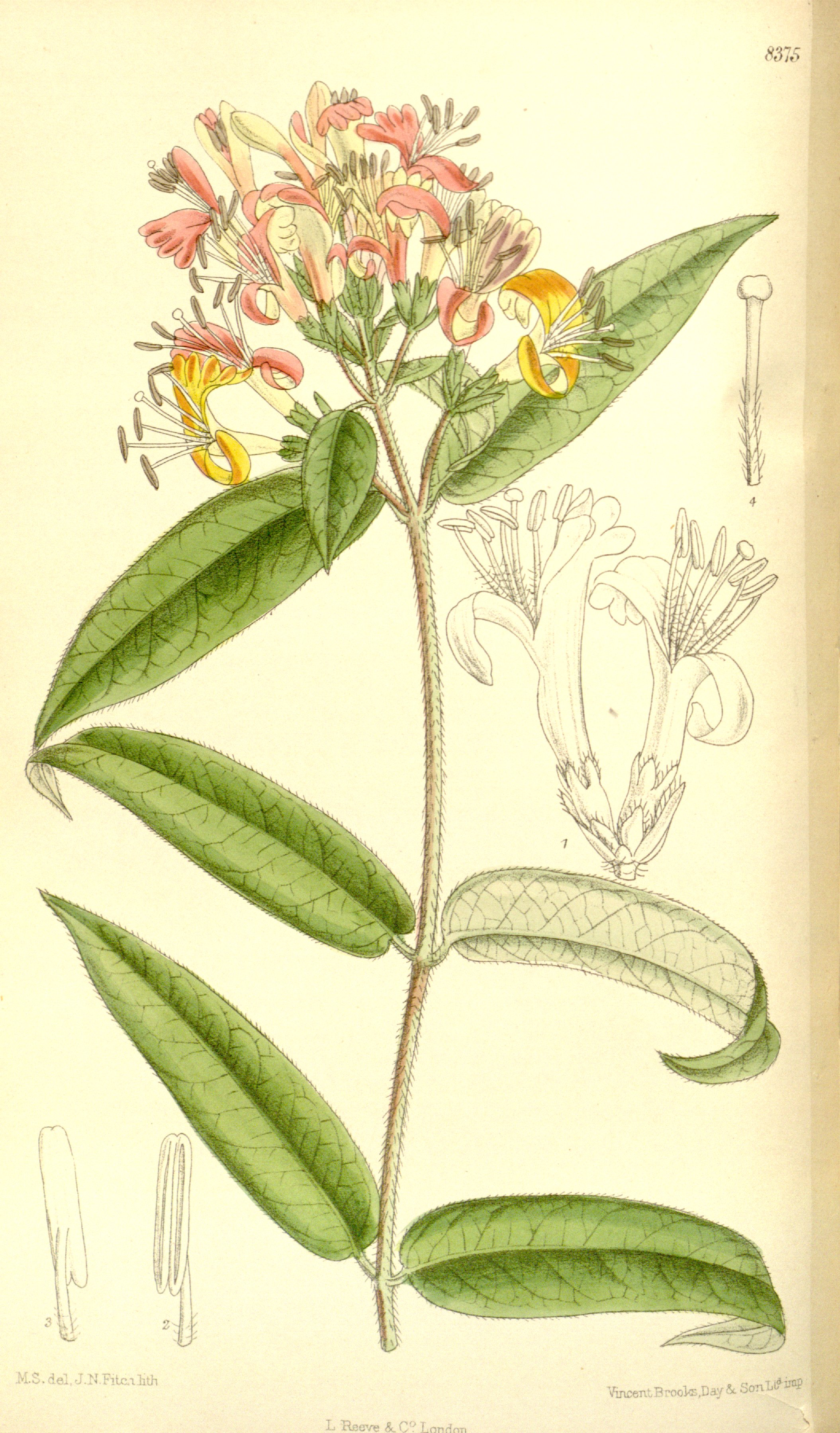

Zimolez Henryův (Kozí list Henryův, latinsky Lonicera henryi) je poloopadavá nebo stálezelená ovíjivá liána s dřevnatými výhony a kopinatými listy, na líci tmavě zelenými, na rubu světlejšími.

## Synonyma
Podle biolib.cz je Lonicera henryi platný název, jiné zdroje ale preferují synonymum Lonicera acuminata nebo Lonicera buddleioides.

## Rozšíření
Pochází z Číny, v našich podmínkách je částečně mrazuvzdorná. Je široce pěstován jako okrasná dřevina. Ve středních Čechách v nadmořské výšce do 400 m roste poměrně bujně, ale v zimě shazuje část listů.

## Popis
Kvete od června do srpna. Hroznovitá květenství jsou tvořena trubkovitými květy, zevnitř bělavými až žlutými, zvenčí tmavorůžovými až nachovými. Květy nejsou tak dekorativní a hojné jako u jiných druhů zimolezů. Plody jsou tmavomodré až černé bobule.

## Použití
Hodí se jako půdní kryt, ale především jako popínavá dřevina na i na pergoly, ploty, zábradlí, protihlukové stěny a treláže. Stálezelený však vydrží jen v nejteplejších oblastech nebo na chráněných místech. Je bohatým zdrojem nektaru a pylu pro včely a dobrým úkrytem a hnízdištěm pro ptáky.

## Pěstování
Nemá zvláštní nároky na stanoviště, půda stačí běžná, ale propustná, pH neutrální. Vyhovuje mu polostín, ale snese také stín a slunce, pokud má dostatek vláhy. Snese dobře znečištěné ovzduší a teploty do −23 °C.
V chladnějších oblastech mohou při teplotách pod −25 °C namrzat i nadzemní výhony, ale opět obráží z kořenů. Bez podpory tvoří plazivé nebo nevysoké keře s plazivými výhony, které lze na zimu přikrýt. Přikrytí chrání i před osluněním listů za nízkých teplot, které může způsobit jejich částečné opadání. S podporou se pne i do výšek přes 3 m, v případě opadání spodních listů lze na jaře provést zmlazovací řez ve výšce cca 1 m, aby znovu obrazil odspodu.